# Amiota vulnerabla
Amiota vulnerabla este o specie de muște din genul Amiota, familia Drosophilidae, descrisă de Chen și Zhang în anul 2004. Conform Catalogue of Life specia Amiota vulnerabla nu are subspecii cunoscute.